# Sopa de pescado cantonesa
La sopa de pescado cantonesa es una de las principales sopas de pescado de la gastronomía cantonesa. Se encuentra frecuentemente en Hong Kong, estando también disponibles en algunos barrios chinos extranjeros. Suele considerarse un plato de precio medio a alto, según los ingredientes usados.
La sopa suele ser espesa, con una textura muy suave, teniendo un color habitualmente blanquecino y un poco transparente. Aunque en Occidente se llama a este plato «sopa», en realidad no se lo llama tong (湯) en chino, aludiéndose siempre a él como gung (羹) de alta calidad.

## Variedades
- Sopa de pescado cantonesa simple (海皇羹)
- Sopa de pescado cantonesa cien flores (百花 . 海皇羹)
- Sopa de pescado cantonesa con velo de novia (竹笙. 海皇羹)
- Sopa de pescado cantonesa con carne de cangrejo (蟹肉 . 海皇羹)